# NXT TakeOver: Brooklyn
NXT TakeOver: Brooklyn est est un Premium Live Event de catch (lutte professionnelle) produit par la World Wrestling Entertainment, une fédération de catch américaine qui est diffusée et visible en streaming payant sur le WWE Network. Cet événement met en avant les Superstars de NXT, le club-école de la compagnie. Il a eu lieu le 22 août 2015 au Barclays Center à Brooklyn (New York). Il s'agit de la septième édition de  NXT TakeOver. 

## Contexte
Les spectacles de la World Wrestling Entertainment (WWE) sont constitués de matchs aux résultats prédéterminés par les scénaristes de la WWE. Ces rencontres sont justifiées par des storylines – une rivalité avec un catcheur, la plupart du temps – ou par des qualifications survenues dans les shows de la WWE telles que Raw, SmackDown et NXT. Tous les catcheurs possèdent une gimmick, c'est-à-dire qu'ils incarnent un personnage gentil (Face) ou méchant (Heel), qui évolue au fil des rencontres. Un événement comme Brooklyn est donc un événement tournant pour les différentes storylines en cours,.

## Tableau des matchs
| Ordre par numéros                                                                         | Résultat                                                                                        | Stipulation(s)                                    | Temps |
| ----------------------------------------------------------------------------------------- | ----------------------------------------------------------------------------------------------- | ------------------------------------------------- | ----- |
| 1                                                                                         | Jushin "Thunder" Liger bat Tyler Breeze                                                         | Match simple                                      | 08:37 |
| 2                                                                                         | The Vaudevillains (Aiden English et Simon Gotch) battent Blake et Murphy (c) (avec Alexa Bliss) | Tag Team match pour les NXT Tag Team Championship | 10:15 |
| 3                                                                                         | Apollo Crews bat Tye Dillinger                                                                  | Match simple                                      | 04:39 |
| 4                                                                                         | Samoa Joe bat Baron Corbin par soumission                                                       | Match simple                                      | 10:21 |
| 5                                                                                         | Bayley bat Sasha Banks (c)                                                                      | Match simple pour le NXT Women's Championship     | 17:38 |
| 6                                                                                         | Finn Bálor (c) bat Kevin Owens                                                                  | Ladder match pour le NXT Championship             | 21:37 |
| La lettre C placée entre parenthèses désigne la personne ou l’équipe championne en titre. |                                                                                                 |                                                   |       |